# Erik Killmonger
Erik Killmonger (nato N'Jadaka) è un personaggio dei fumetti statunitensi pubblicati dalla Marvel Comics. Creato da Don McGregor e Rich Buckler, il personaggio è apparso per la prima volta in Jungle Action Vol. 2, n. 6 (settembre 1973). Il personaggio è comunemente raffigurato come un abile cacciatore e mercenario nato nell'immaginaria nazione africana del Wakanda, che nutre rancore contro il paese e la sua gente dopo che i suoi genitori biologici sono stati uccisi quando era giovane. Cresciuto al di fuori del Wakanda, ritorna come leader rivoluzionario e terrorista per vendicarsi e sfida ripetutamente il re e protettore della nazione, Pantera Nera, che diventa il suo avversario più importante.
Il personaggio è stato adattato dai fumetti in molte altre forme di media, come serie televisive e videogiochi. Michael B. Jordan ha interpretato il personaggio nei film live-action del Marvel Cinematic Universe (MCU) Black Panther (2018) e Black Panther: Wakanda Forever (2022), il quale ha in seguito doppiato una versione alternativa del personaggio nella serie animata What If...? (2021).

## Storia editoriale
Erik Killmonger è apparso per la prima volta nella trama di "Panther's Rage", inizialmente in Jungle Action vol. 2, n. 6-8 (settembre 1973 - gennaio 1974), e fu creato dallo scrittore Don McGregor e dal disegnatore Rich Buckler.

## Biografia
Nativo di Wakanda, è nato sotto il nome di N'Jadaka. Quando Ulysses Klaue e i suoi mercenari attaccarono Wakanda, fecero pressione sul padre di N'Jadaka, N'Jobu, per aiutarli; quando Klaue fu sconfitto, suo padre morì e la sua famiglia fu esiliata. N'Jadaka finì ad Harlem, New York, nutrendo un odio contro il supercattivo e T'Challa, il re che lo aveva esiliato. Ha cambiato il suo nome in Erik Stevens e ha studiato al Massachusetts Institute of Technology. Alla fine contattò il re T'Challa e fu rimpatriato nuovamente a Wakanda, in un villaggio che in seguito avrebbe cambiato il suo nome in N'Jadaka Village in suo onore. Divenne un sovversivo, con il sogno di liberare il Wakanda da ciò che definiva "culturale colonialista bianco" e riportarlo interamente ai suoi antichi modi. Ha poi approfittato delle frequenti assenze della Pantera Nera in America con gli Avengers per inscenare un colpo di Stato, insieme al Barone Macabre. Fu sconfitto e ucciso, finché il Mandarino non reclamò il suo corpo.

### Resurrezione
Madame Slay, e i due complottarono per uccidere la Pantera Nera e tornare in Wakanda alle sue antiche vie. Mentre Tony Stark visitava Wakanda, Madame Slay ha drogato Jim Rhodes e lo ha fatto prigioniero. Sembra che Killmonger abbia ucciso la Pantera Nera e incolpato Rhodes e Stark, convincendo i wakandiani di poterli condurre alla vendetta. La Pantera Nera tornò, rivelando di aver inscenato la sua morte usando un Life Model Decoy. La Pantera Nera sconfisse Killmonger. Il Mandarino ha rubato il suo anello, e Killmonger è tornato con uno scheletro inanimato. I seguaci di Killmonger lo resuscitarono di nuovo ed egli si scontrò con T'Challa in molte altre occasioni.

### Conquista di Wakanda
Killmonger ha cercato di ottenere il controllo del paese attraverso la sua economia, costringendo T'Challa a fermarlo con lo sciamano Reverendo Achebe. Successivamente ha tentato l'acquisizione di Wakanda nazionalizzando tutte le compagnie straniere nel paese e causando una fuga sul mercato azionario. I due nemici combatterono in un rituale vizioso che aveva come premio il diritto di governare il paese, e Killmonger riuscì finalmente a sconfiggere il suo nemico e ottenere lo status di Pantera Nera per suo conto. Tuttavia, quando ha subito l'ascensione del suo cuore, ha avuto una reazione severa all'erba a forma di cuore che gli è stato richiesto di consumare, dato che era velenoso per tutti tranne che per la stirpe reale. Anche se doveva esser fatto per preservarne l'alias della Pantera Nera, T'Challa preservò la vita del suo rivale. Alla fine Killmonger uscì dal suo coma, rivendicando così la sua posizione di capo tribù sul Wakanda. Andò a New York e contattò Kasper Cole, un ufficiale di polizia del centro città mascherato da Pantera Nera per aiutarlo con i casi, e tentò di farne un suo alleato offrendogli una versione tamponata dell'erba a forma di cuore della Pantera e lo aiutò a trovare il figlio rapito del suo supervisore. In cambio, ha dovuto abbandonare l'identità della Pantera e assumere quella di un accolito della Tigre Bianca del culto della Pantera, dovendo comunque a Killmonger un favore. Mentre Kasper ha accettato ciò, ha usato le sue nuove abilità potenziate con le erbe per rintracciare il ragazzo da solo ed evitare di dover pagare a Killmonger un debito non rimborsabile. T'Challa è ancora una volta l'unico sovrano di Wakanda quando Killmonger riemerge e prende il controllo del vicino paese di Niganda. Durante un successivo duello con T'Challa, Killmonger viene ucciso da Monica Rambeau, che aveva precedentemente catturato e imprigionato. Il giovane figlio di Killmonger è stato visto per l'ultima volta giurare vendetta contro la Pantera Nera, proprio come N'Jadaka aveva fatto anni prima dopo la morte di suo padre.

## Poteri e abilità
Killmonger è un esperto artista marziale con una forza di livello elevato e un intelletto di livello geniale. È anche un esperto tattico ed un abile cacciatore e inseguitore. Ha una capacità precognitiva alchemica e una protezione contro attacchi mistici. Quando deve combattere utilizza equipaggiamenti e armi ad alta tecnologia, compresa una leggera corazza in vibranio.

## Altri media

### Cinema
(Erik Killmonger rivolto a sua cugina Shuri nel film Black Panther: Wakanda Forever)
Erik Killmonger appare all'interno del Marvel Cinematic Universe, interpretato da Michael B. Jordan.
- Erik Killmonger appare come antagonista principale nel film Black Panther (2018). Questa versione è un soldato di black-op americano di nome Erik Stevens, ma è nato N'Jadaka e si è guadagnato il soprannome di "Killmonger". Piuttosto che un esiliato del regno di Wakanda, viene riscritto come il figlio del principe N'Jobu e una donna americana di Oakland, in California, ed è anche cugino di T'Challa e di Shuri, e il nipote della regina Ramonda. Inoltre, a differenza dei fumetti, il suo petto è coperto da punti di scarificazione autoinflitti, uno per ciascuna delle sue uccisioni confermate. Nella sua versione cinematografica, viene rappresentato sempre come il figlio di N'Jobu, ma diventò un bambino vagabondo, dopo che suo padre fu ucciso da suo zio, re T'Chaka, dopo che quest'ultimo fu accusato di tradimento. Re T'Chaka scelse poi di lasciare il bambino a sé stesso, temendo vigliaccamente delle ritorsioni data la natura mezzosangue del bambino. Il giovane Erik passa un'infanzia crudele e sofferta, nel dolore e nel desiderio di vendetta, spinto soltanto dal desiderio di vendicare il padre e realizzarne i progetti estremisti. Anni dopo, Killmonger è diventato un assassino spietato, vendicativo, pericoloso, arrogante, invidioso, misantropico e abbastanza odioso, alleandosi con il viscido mercenario Ulysses Klaue, per poi tradirlo e ucciderlo. Dopodiché consegna il cadavere di Klaue a W'Kabi, stringendo con lui un'alleanza. Sfida T'Challa al trono in un duello, e dopo averlo sconfitto, diventa il tirannico re del Wakanda. T'Challa, aiutato dalla sua famiglia, e dall'agente della CIA Everett Ross, ritorna a Wakanda, e sfida Killmonger in un furioso scontro finale, che finisce nei sotterranei. Killmonger cerca inutilmente di uccidere T'Challa cercando di trafiggerlo con una lancia, viene però trafitto a sua volta dalla stessa lancia. Prima di morire, T'Challa mostra ad Erik il tramonto del Wakanda (di cui suo padre gli aveva tanto parlato da bambino) e Killmonger, pur avendo la possibilità di salvarsi con le cure mediche di Shuri e finire poi imprigionato in cella, sceglie di morire libero e chiede a T'Challa di seppellirlo nell'oceano (come facevano i loro antenati per evitare la schiavitù). Subito dopo, Killmonger si toglie la lancia, morendo.
- In Black Panther: Wakanda Forever (2022), il personaggio appare in un cameo nella visione di Shuri quando quest'ultima ascende nel mondo degli antenati, e in cui Killmonger incita beffardamente la sua giovane cugina a fare una scelta per vendicare la morte della madre Ramonda uccidendo a sangue freddo il suo assassino, Namor, oppure dovrà seguire le gesti nobili del fratello T'Challa, se lo avesse combattuto con onore per risparmiarlo.

### Televisione
- Erik Killmonger appare come antagonista principale nella quinta stagione di Avengers Assemble, doppiato da Keston John.
- Erik Killmonger appare in Lego Marvel Super Heroes - Black Panther: Trouble in Wakanda, doppiato da Keston John.
- Erik Killmonger appare nel sesto, nono e diciottesimo episodio di What If...? (2021), dove si ipotizza il suo salvataggio durante l'attentato a Tony Stark nella sua jeep in Afganistan, e il relativo arco narrativo che ne sarebbe derivato.

### Videogiochi
Killmonger appare in:
- Marvel Puzzle Quest
- Marvel: Sfida dei campioni
- Marvel Future Fight
- Marvel Avengers Academy
- LEGO Marvel's Avengers
- LEGO Marvel Super Heroes 2 (doppiato da Damian Lynch)
- Marvel Strike Force
- Marvel Duel